# Garlogie
Garlogie ist ein Weiler in der schottischen Council Area Aberdeenshire. Er liegt etwa 16 Kilometer westlich von Aberdeen am Leuchar Burn. Westlich liegt die Ortschaft Echt.

## Geschichte
Nahe dem heutigen Garlogie zeugen Überreste einer prähistorischen Siedlung sowie möglicherweise zwei Cairns von der frühen Besiedlung der Umgebung. Garlogie entwickelte sich im Laufe des 19. Jahrhunderts mit der Textilindustrie. Wassermühlen zur Textilproduktion wurden über einen Abfluss aus dem nördlich gelegenen Loch of Skene angetrieben. Eine Textilmühle, in welcher eine außergewöhnlich gut erhaltene Balanciermaschine installiert ist, diente im 20. Jahrhundert als Gemeindesaal von Garlogie. In der Nähe von Garlogie befindet sich ein bedeutender Knotenpunkt der nationalen Gasversorgung.
Im Jahre 1961 wurden in Garlogie 88 Einwohner gezählt.

## Verkehr
Die B9119 bildet die Hauptverkehrsstraße, entlang der sich die Ortschaft erstreckt. Im Norden und Osten sind die A90 (Edinburgh–Fraserburgh) sowie die von Aberdeen nach Corgarff führende A944 erreichbar. Mehrere Kilometer südlich verläuft die A93 (Aberdeen–Perth).